# زیردریایی بارباریگو
زیردریایی بارباریگو (به انگلیسی: Italian submarine Barbarigo) یک زیردریایی بود که طول آن ۷۳ متر (۲۳۹ فوت ۶ اینچ) بود. این زیردریایی در سال ۱۹۳۸ ساخته شد.